# 陆帼一
陆帼一（1922年—2018年7月21日），女，江苏武进人。中国蔬菜栽培和生理生态学专家。西北农业大学（现西北农林科技大学园艺学院）蔬菜学教授。第七、第八届全国人大代表。

## 生平
1922年生。1952年加入中国民主同盟。1947年毕业于西北农学院园艺系。在西北农业大学长期从事蔬菜栽培生理生态等研究和教学活动。曾任第七届、第八届全国人大代表，兼任陕西省政协第二届至第六届委员会委员，中国民主同盟第五届中央委员会候补委员等社会职务。
她曾多次在全国人大会议上提出《关于在杨凌成立农业高新技术开发区》的议案，最终促成了国家级“杨凌农业高新技术产业示范区”的建立。
2018年7月21日6时在深圳逝世，享年97岁。

## 出版物
参与主编《中国蔬菜栽培学》。参加《蔬菜栽培学（北方本）》统编教材的编写工作。代表性论文有《蔬菜花芽形态的分化的研究》、《莴笋产品器官构成》、《谈谈蔬菜生产现代化问题》等。